# Nihil obstat
El nihil obstat és una locució llatina amb la qual l'Església catòlica confirma oficialment que, des del punt de vista moral i doctrinal, no hi ha cap obstacle ni objecció contra una obra que aspira a ser publicada o contra una persona que aspira a certes funcions superiors a l'ensenyament o un altre càrrec oficial o contra un candidat beat o sant. Fora del context catòlic, en el llenguatge corrent significa «no hi ha dificultat per al compliment d'alguna acció».
Al sentit propi segons el dret canònic, no és una recomanació, només afirma que no hi ha res contra. Prové de nihil, «res» i el verb obstare, «ser un obstacle, destorbar». El protestantisme no coneix el nihil obstat, la investigació bíblica i teològica hi és lliure i cap magisteri ni autoritat no pot arrogar-se el dret d'imposar una línia de pensament.
Aquesta política de repressió de persones i de llibres té una llarga tradició, que comença quan la tècnica de la impressió es va popularitzar i que la Inquisició va actuar amb tota vehemència per impedir la divulgació d'«escrits dolents». A Espanya, després d'un intermedi més obert durant la segona república, el poder censurador va tornar a l'Església durant el franquisme fins que el 1977 es va promulgar la Llei sobre la llibertat d'expressió.

## Publicacions

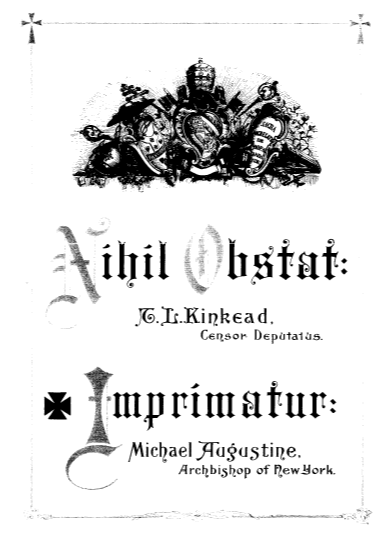
Nihil obstat i Imprimatur

L'expressió abreuja una altra expressió llatina més llarga, nihil obstat quominus imprimatur, que vol dir «no existeix impediment perquè sigui impresa». Al món catòlic, cada bisbat ha de crear un col·legi de censors, com que els «llibres dolents» són tan nombrosos que el bisbe no sap llegir-les tots. Un censor d'aquest col·legi atorga el nihil obstat, mentrestant el bisbe l'aprova amb l'imprimatur, l'autorització d'imprimir. Segons Pius X, s'ha d'evitar en primer lloc que «llibres dolents» s'imprimeixin i, si ja són impresos, que llibreters venguin per mera cobdícia mala mercaderia. S'ha d'exercir tota la pressió possible contra els llibreters recalcitrants. Per evitar que els censors pateixin «molèsties» per part dels autors d'obres prohibits, no es pot publicar llur nom, quan refusen el nihil obstat.
Si abans en estats teocràtics d'obediència catòlica, calia aquesta autorització per a qualsevol llibre imprès, ara només concerneix els creients i per escrits sobre la fe, la litúrgia i els principis morals.

## Persones
Per als catòlics, la Congregació de la doctrina de la fe està encarregat d'examinar el nihil obstat per a qualsevol encàrrec o honor eclesiàstic com ara la beatificació o santificació. Segons el concordat del 1953 amb Espanya, cada persona que vulgui ensenyar matèries catòliques (dret canònic, filosofia escolàstica o teologia) ha d'obtenir el nihil obstat del bisbe on ensenya. Igualment, a qualsevol clergue que vol un càrrec públic li cal el doble nihil obstat, el del bisbat on viu i el del bisbat on exercirà.
El novembre 2006, el papa Benet XVI davant els bisbes alemanys que van venir en visita ad limina va reiterar en l'absoluta necessitat d'acordar el nihil obstat a qualsevol catedràtic de teologia. Va insistir que s'ha de fer la inspecció pregona de la persona i dels seus escrits amb molta cura i precaució.